# Barkåkra landskommun
Barkåkra landskommun var en tidigare kommun i dåvarande Kristianstads län.

## Administrativ historik
När 1862 års kommunalförordningar började gälla inrättades över hela landet cirka 2 400 landskommuner, de flesta bestående av en socken. Därutöver fanns 89 städer och 8 köpingar, som då blev egna kommuner.
Denna kommun bildades då i Barkåkra socken i Bjäre härad i Skåne. I kommunen inrättades 3 maj 1935 Skäldervikens municipalsamhälle som upplöstes med utgången av 1959.
Kommunreformen 1952 påverkade inte Barkåkra, som kvarstod som egen kommun fram till 1971 då den gick upp i Ängelholms kommun.
Kommunkoden 1952-1970 var 1142.

### Kyrklig tillhörighet
I kyrkligt hänseende tillhörde kommunen Barkåkra församling.

## Kommunvapen
Barkåkra kommunvapen fastställdes av Kungl. Maj:t den 13 december 1963: "Sköld vågskurestyckad av rött och guld, vari ett rött ankare, upptill bildande ett patriarkalkors med spetsiga ändar". Vågskuran symboliserar mötet mellan land och hav, ankaret sjöfarten och patriarkalkorset sanatoriet i kommunen.

## Geografi
Barkåkra landskommun omfattade den 1 januari 1952 en areal av 31,91 km², varav 31,45 km² land.

### Tätorter i kommunen 1960
| Tätort       | Folkmängd |
| ------------ | --------- |
| Skälderviken | 1 183     |
| Vejbystrand  | 703       |

Tätortsgraden i kommunen var den 1 november 1960 61,3 procent.

## Politik

### Mandatfördelning i valen 1938-1966
| 10 | 6 | 2 | 2 |

| 19 |

| 10 | 2 | 6 | 2 |

| 19 |

| 9 | 4 | 5 | 2 |

| 19 |

| 8 | 3 | 5 | 4 |

| 17 | 3 |

| 8 | 4 | 3 | 5 |

| 18 |

| 7 | 4 | 2 | 7 |

| 17 | 3 |

| 8 | 5 | 2 | 5 |

| 18 |

| 7 | 5 | 3 | 5 |

| 17 | 3 |